# Talgo 250
Talgo 250 es un modelo de tren automotor de tracción concentrada de alta velocidad desarrollado y fabricado por Talgo. Está formado por una composición Talgo serie VII apta para circular a 250 km/h y dos cabezas tractoras. De este modelo se han fabricado actualmente tres series:
- Serie 130 de Renfe: Con dos cabezas tractoras de Bombardier, son trenes de ancho variable (ancho ibérico/ancho internacional) y bitensión (3 kVcc/25 kVca). La serie se compone de 45 unidades. Posteriormente , entre los años 2010 y 2012, 15 unidades de esta serie fueron transformadas para equipar 2 furgones generadores diésel, convirtiéndole así en un tren dual, dando lugar a la Serie 730 de Renfe.

- Serie 730 de Renfe: Es una variación de 15 unidades del modelo anterior, con generadores diésel que le convierten en un tren dual, y le permite circular por aquellas vías de ancho estándar, ibérico o mixto sin electrificar. A día de hoy este tren se utiliza para realizar servicios Alvia entre Galicia y Madrid-Chamartín, y Madrid Puerta de Atocha a Cartagena. En un futuro próximo, una vez la LAV Madrid Galicia esté terminada, estas series pasarán a circular por la LAV Madrid-Extremadura (Madrid-Cáceres, Mérida y Badajoz) y por la LAV Antequera-Granada (haciendo servicios entre Madrid-Córdoba-Granada-Almería).

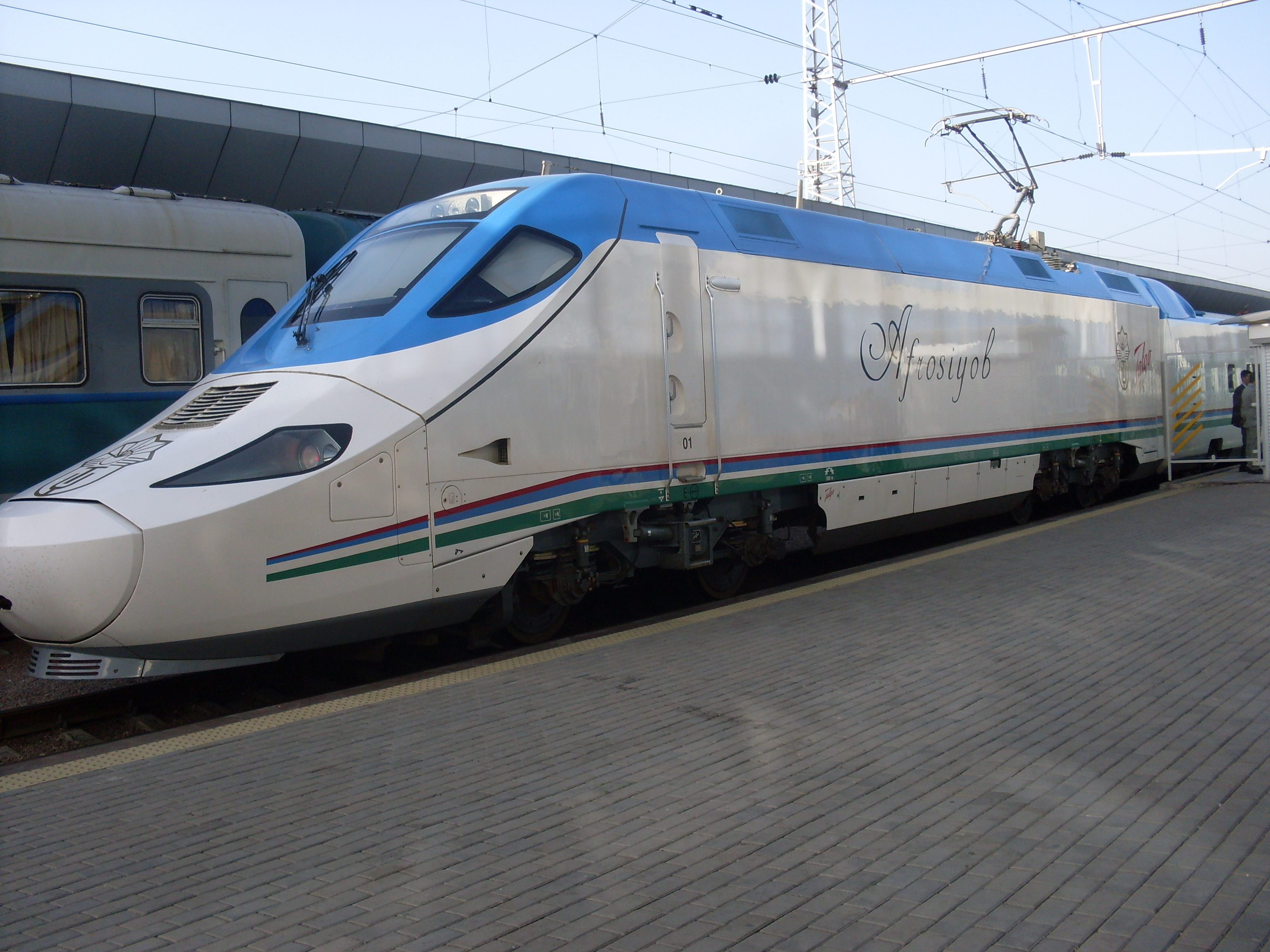
Talgo 250 Afrosiyob de Uzbekistán.

- Talgo 250 Afrosiyob de Uzbekistán.Serie Afrosiyob de Uzbekistan Temir Yullari: Equipan cadena de tracción de Ingeteam, son trenes de ancho ruso (se equiparon bogies y rodales de ancho variable) y monotensión 25 kV CA. La serie se compone de 4 unidades, dos de 9 coches y las otras dos restantes de 11 coches. Recientemente se encargó la construcción de otras dos ramas más de 11 coches, que serán entregadas en 2022-2023, además de dos sets de 2 coches adicionales para añadirlos a las primeras dos ramas de 9 coches, haciendo que estas dispongan de un total de 11. Será una serie de 6 unidades, todas ellas de 11 coches.

- Datos: Q12816984